# Krista Errickson
Krista Anne Errickson (* 8. Mai 1964 in Abington, Pennsylvania) ist eine US-amerikanische Journalistin und ehemalige Schauspielerin.

## Leben
Errickson ist die Enkelin des Szenenbildners Jo Mielziner und eine Patentochter von Elia Kazan.
Ihr Schauspieldebüt gab sie 1979 in zwei Folgen der Fernsehserie Noch Fragen Arnold? Von 1979 bis 1980 war sie in 24 Episoden der Sitcom Hello Larry zu sehen. An der Seite von Tatum O’Neal, Kristy McNichol, Matt Dillon und Cynthia Nixon spielte sie in dem Jugendfilm Kleine Biester (1980) die Rolle der intriganten Cinder. Es folgte eine Reihe von Auftritten in Fernsehserien wie Mr. Belvedere (1988), 21 Jump Street – Tatort Klassenzimmer (1989) und Beverly Hills, 90210 (1992), bevor Erricksons Schauspielkarriere Mitte der 1990er-Jahre endete. Ihr Schaffen umfasst 23 Film- und Fernsehproduktionen.
Nach Absolvierung eines Bachelorstudiums der Politikwissenschaft arbeitete sie als Nachrichtenjournalistin sowie Radio- und Fernsehmoderatorin für Rai. Für ihre Dokumentation Inside the Hisbollah (2001) interviewte sie als erste weibliche Reporterin Hassan Nasrallah.
Ihre Ehe mit dem Journalisten Piero di Pasquale wurde 2004 geschieden.

## Filmografie (Auswahl)
- 1979: Noch Fragen Arnold? (Diff’rent Strokes, Fernsehserie)
- 1979–1980: Hello Larry (Fernsehserie)
- 1980: Kleine Biester (Little Darlings)
- 1982: Jekyll und Hyde – Die schärfste Verwandlung aller Zeiten (Jekyll and Hyde… Together Again)
- 1988: Mr. Belvedere (Fernsehserie)
- 1989: 21 Jump Street – Tatort Klassenzimmer (Fernsehserie)
- 1989: Mortal Passions
- 1992: Killer Image
- 1992: Beverly Hills, 90210 (Fernsehserie)
- 1992: Streetwise
- 1993: Martial Outlaw